# 딩켈란트

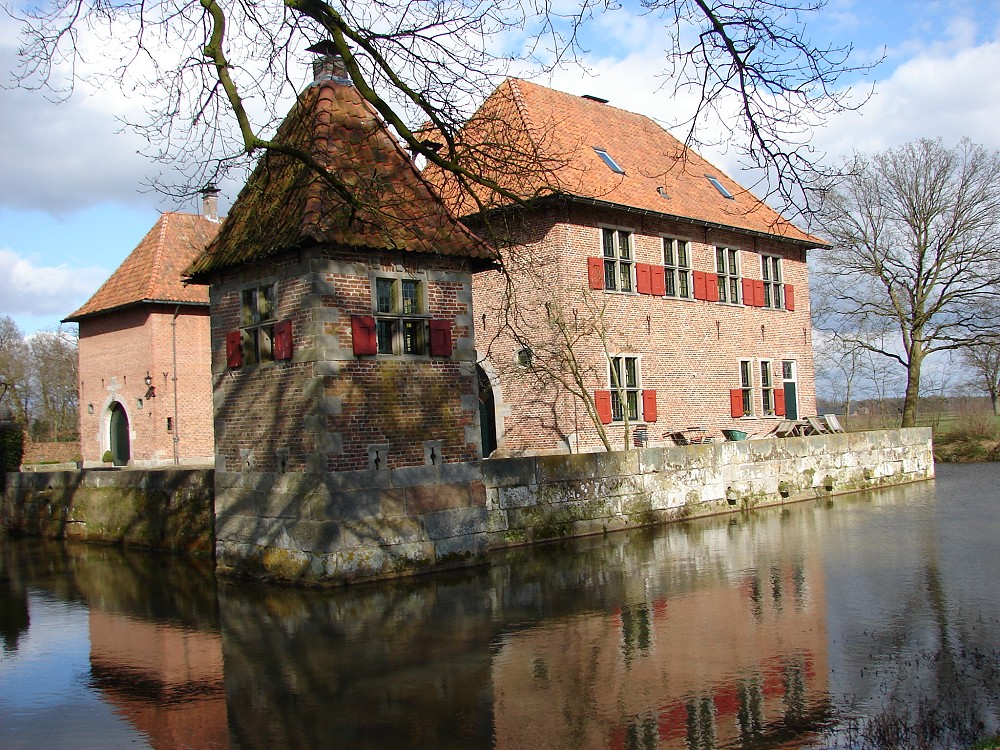
딩켈란트의 성

딩켈란트의 위치

딩켈란트(네덜란드어: Dinkelland)는 네덜란드 동부 오버레이설주의 도시로 면적은 176.82km2, 높이는 26m, 인구는 25,950명(2017년 2월 기준), 인구 밀도는 148명/km2이다.

시기
시 문장